# Гамма-меланоцитстимулирующий гормон
γ-меланоцитстимулирующий гормон, или γ-меланотропин, γ-мелатропин, сокращённо γ-МСГ — один из представителей семейства меланоцитстимулирующих гормонов.
Гамма-меланоцитстимулирующий гормон является гормоном средней доли гипофиза, производимым кортикотропными клетками средней доли гипофиза в процессе расщепления проопиомеланокортина. Одновременно образуется мет-энкефалин.
Гамма-меланоцитстимулирующий гормон стимулирует дифференцировку и пролиферацию меланоцитов кожи и усиление выработки меланоцитами чёрного пигмента — меланина. Благодаря этому эффекту гамма-меланоцитстимулирующий гормон усиливает пигментацию кожи и повышает устойчивость кожи к ультрафиолету.